# Sette Robinson su un'isola matta
Sette Robinson su un'isola matta è il primo romanzo scritto da Bianca Pitzorno, pubblicato nel 1973 dall’editore Bietti, nella collana Identikit, con le illustrazioni di Pietro Arditi. Dopo il fallimento della Bietti, venne pubblicato da un editore scolastico, la ‘JUVENILIA’ con illustrazioni di Emanuela Bussolati e infine da Mondadori, illustrato da Chiara Carrer.

## Trama
La storia racconta di un gruppo di famiglie che stanno trascorrendo le vacanze al mare. Un giorno però il vento si impossessa della Sirena dei sette mari, la barca che porta dei bambini, la mamma di uno di essi (Annetta) e il proprietario della barca. I naufraghi vengono sospinti su un'isola sconosciuta e misteriosa: basti pensare che, pur essendo disabitata, è provvista di un albergo ben ordinato e di un supermercato provvisto di moltissimi alimenti e oggetti utili per poter vivere comodamente. Per il gruppo, impossibilitato a muoversi visto che la barca ha finito la benzina, questo contrattempo diventa una vera e propria avventura. Martino, il più grande dei bambini, indice un'esplorazione sull'isola misteriosa e disegna una cartina molto particolareggiata dando i nomi a tutte le isolette lì intorno. La mamma di Annetta, invece, si preoccupa di fare un elenco delle persone presenti sull'isola e di scrivere un diario di viaggio.
Sara un giorno trova una baby sirena sulla Sirena dei sette mari e decide di tenerla con sé, chiamandola Teti. I due gemelli, i più piccoli del gruppo e molto pestiferi, invece trovano una grossa tartaruga che diventa la loro compagna di avventure e la chiamano Lucia. Dopo molte avventure un giorno sull'isola compare misteriosamente un distributore di benzina, la mamma di Annetta decide di partire immediatamente e così i naufraghi si dirigono verso casa. Una forte tempesta però gonfia il mare e fa ondeggiare fortemente la barca. Il vento strappa le pagine del diario di viaggio della madre di Annetta e la piccola Teti viene richiamata dal mare e lascia la piccola comitiva. Finalmente il mare si calma e i sette vedono arrivare altre barche con i parenti che li stanno cercando. Nonostante abbiano trascorso molto tempo sull'isola, scoprono che per gli altri non sono passate nemmeno due ore.